# Abu Rawash

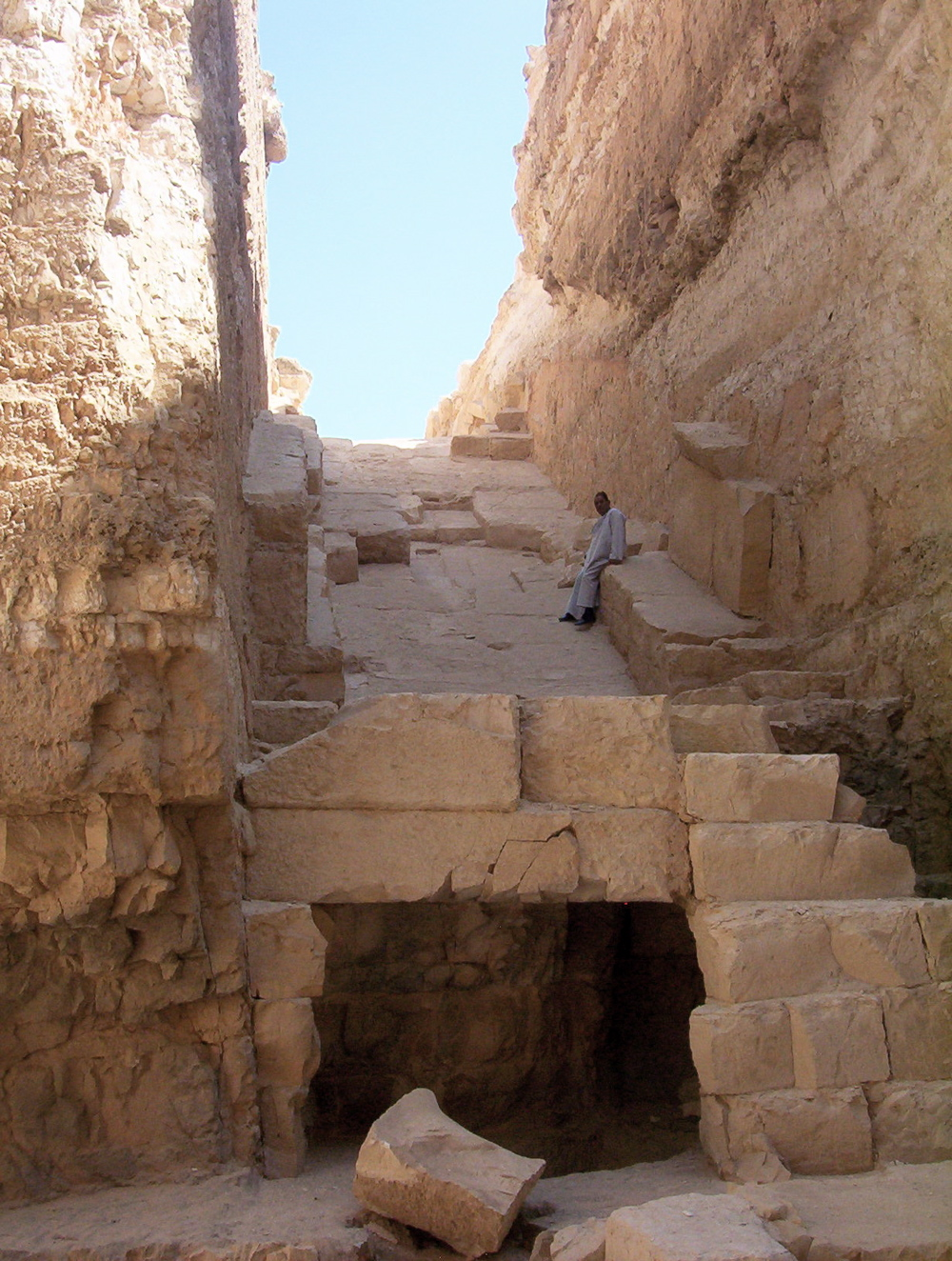
Begravningskammaren vid Djedefres pyramid.

Abu Rawash (eller Abu Roash), är en ort åtta kilometer norr om Giza, platsen är den nordligaste av Egyptens pyramidplatser. Platsen är känd för ruinerna efter den förlorade pyramiden eller Djedefres pyramid, sonen och arvtagaren efter Cheops. Ursprungligen ansågs det att pyramiden aldrig blivit fullbordad, men nu har man i  arkeologiska kretsar enats om att den inte enbart varit fullbordad men att den dessutom var av ungefär samma storlek som Mykerinos pyramid den tredje största av Pyramiderna i Giza.
Platsen ligger vid flera tillfartsvägar vilka innebar god tillgång av sten. Det finns inte mycket bevarat av stenbrottet, som funnits där sedan romartiden, förutom högar av sten som bildar en naturlig kulle vid pyramidens bas.